# Johann Georg Schmitz
Johann Georg Schmitz von Schmetzen (ur. 1765 w Kieżmarku, zm. 19 października 1825 w Bielsku) – pastor luterański, superintendent morawsko-śląski.

## Życiorys
Urodzony w Kieżmarku na Górnych Węgrzech w 1765. W latach 1787–1788 odbył studia teologiczne w Greifswaldzie, po czym wrócił do rodzinnego miasta, gdzie została nauczycielem w liceum. Po ordynacji 1 maja 1789 był pastorem w Wielkiej Łomnicy, gdzie nauczył się języka słowackiego. 23 sierpnia 1807 został powołany do zboru w Bielsku. Jeszcze w tym samym roku został Seniorem, natomiast superintendentem został w 1810 po śmierci Jana Traugotta Bartelmusa.
W 1818 poświęcił kamień węgielny pod budowę kościoła w Starym Bielsku. 17 października 1825 uległ paraliżowi. Opuszczony przez przyjaciół zmarł 19 października tegoż roku. Został pochowany na cmentarzu przy katolickim wówczas kościele św. Trójcy w Bielsku (gdzie jednak wciąż chowano ewangelików).